# NFL Quarterback Club '98
NFL Quarterback Club '98 es un juego de fútbol americano de la NFL lanzado en 1997 desarrollado por Iguana Entertainment y distribuido por Acclaim.
El juego fue la 4º versión de la saga de football americano que apareció para PC y Nintendo 64 donde a pesar de que es un juego con todos los nombres de jugadores ya que poseía las licencias de NFLPA y de los 30 equipos de la NFL ponía gran énfasis en los mariscales de la liga donde destacan Brett Favre de los Green Bay Packers (aparece en la portada del juego), Troy Aikman de los Dallas Cowboys, Steve Young de los San Francisco 49ers, John Elway de los Denver Broncos entre otros.

## Jugabilidad
El juego cuenta con una excelente jugabilidad en materia de gráficos aprovechando todo su potencial (dependiendo de si es para PC o N64), cosa que también se puede decir de su movilidad. Tenía hasta cuatro jugadores de capacidad. Los gráficos de la versión de Nintendo 64 no serán de los mejores pero si aceptables y las cámaras son las mismas que se usan en la mayoría de los juegos de fútbol americano pero con la posibilidad de editarlas. También incluía todos los estadios de los equipos (aunque requerías de un código para usar Aloha Stadium) El juego contaba con estas modalidades de juego:
-Quick Game: Juego amistoso inmediato.
-NFL Play: incluía los modos de pretemporada, Temporada, Play Offs y Torneo
-Simulations: Simulabas momentos históricos de la NFL. En la mayoría de los casos tenías que cambiar el final de tal partido.
Otras opciones:
-QB Profiles: Biografía de los mariscales del juego aunque no estaban todas como las de Steve McNair (Tennessee Oilers), Vinny Testaverde (Baltimore Ravens), Mark Brunnell (Jacksonville Jaguars), etc.
-Manage Roster: Administrabas los equipos, el Salary Cap, hacías transacciones de jugadores a otros equipos, crear jugadores y también nuevos equipos. Hasta podías hacer un Fantasy Draft de jugadores novatos.
-Enter Cheat: Introducías códigos para trucos. Algunos venían luego de ganar algunos partidos de simulación, torneos, Play Offs y el Super Bowl.
-Options: Para ajustar opciones de vídeo y audio.
-Save/Load: El NFL QB 98 requería de Memory Pack (Nintendo 64).
-Credits: Para ver los desarrolladores del juego.

## Emulación
La de N64 solo es emulada por 1964 aunque con fallos muy reducidos y bien emulado.

## Curiosidades
-Debido a la dureza del tackleo y del blockeo pone mayor dificultad a la hora de correr o devolver una patada. El truco es que hay que darle tiempo a tu línea ofensiva para blockear y así avanzar yardas. No se puede decir lo mismo a la hora de una devolución donde se requiere de mucha práctica para lograr el Touchdown aunque se recomienda lanzar pases laterales para ganar yardas.
-El roster de los equipos de Pro Bowl de la NFC y AFC son del año 1997 (de la temporada de 1996).
También se pueden a través de los códigos de trucos se pueden sacar los equipos de Acclaim y de Iguana Entertainment compuestos por los desarrolladores de ambas y respectivas compañías. La diferencia es que las características atléticas del equipo de Acclaim son mucho mejores que el resto de los equipos mientras que el de Iguana Entertainment cuenta con un regular estado físico.
-El juego vendió de un million de copias aproximadamente.
-El Play-By-Play (o relator del juego) Marv Albert, gran relator de la NBA y del Monday Night Football de la NFL fue expulsado de la compañía desarrolladora del juego debido a un recordado escándalo sexual en 1997 con una mujer de 42 años en un hotel de Virginia donde fue acusado de robo y por amenazarla de tener sexo oral con él. Esto también causó gran indignación en la NBC, donde trabajaba como relator en ese entonces de la NBA.

## NFL Quarterback Series
- NFL Quarterback Club (Challenge)
- NFL Quarterback Club
- NFL Quarterback Club '96
- NFL Quarterback Club '97
- NFL Quarterback Club '98
- NFL Quarterback Club '99
- NFL Quarterback Club 2000
- NFL Quarterback Club 2001
- NFL Quarterback Club 2002

## Enlaces
- Trucos para la versión de Nintendo 64

- Datos: Q9048327